# Fattatenda
Fattatenda est un village de Gambie sur le fleuve Gambie dans le district de Wuli dans la subdivision de l'Upper River.

## Histoire
Situé à 450 km au sud-est de Saint-Louis et à 40 km au sud de Médina, de nos jours petit village d'une cinquantaine d'habitants, Fattatenda était au XVIe siècle un important comptoir britannique de la Sénégambie. Les Anglais l'abandonnent en 1734. 